# Otto Wahl (Theologe)

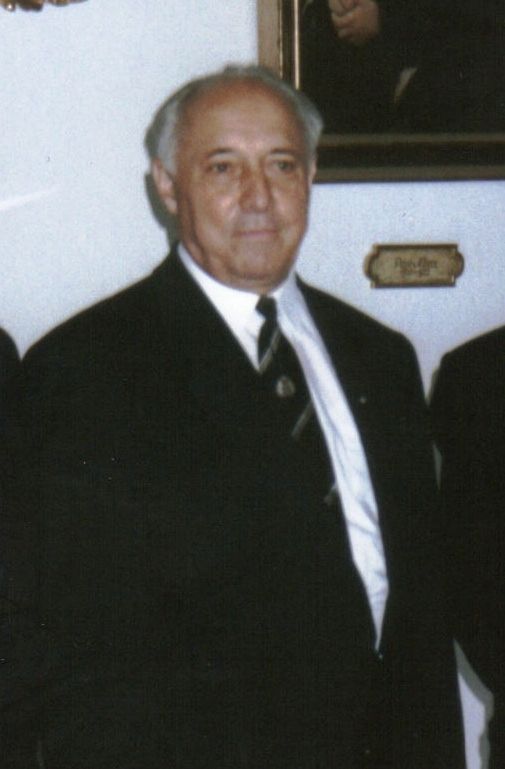
Otto Wahl 1999 bei seinem 40. Priesterjubiläum

Otto Hermann Josef Wahl SDB (* 16. Mai 1932 in Schwäbisch Gmünd; † 20. Dezember 2020 in Benediktbeuern) war ein deutscher Salesianer Don Boscos, römisch-katholischer Geistlicher, Theologe, Alttestamentler und langjähriger Rektor der Philosophisch-Theologischen Hochschule Benediktbeuern.

## Leben
Wahl wurde als Sohn des Münstermesners Johann Josef Wahl und dessen Frau Luzia, geborener Mundel, in Schwäbisch Gmünd als jüngstes von fünf Kindern geboren. Nach dem Besuch der Volksschule und der Hindenburg-Oberschule für Jungen in Schwäbisch Gmünd wechselte Otto Wahl 1948 an das Gymnasium der Salesianer Don Bosco in Benediktbeuern. 1953 legte er sein Abitur am Wilhelms-Gymnasium in München ab. Seine Gymnasialzeit wurde 1950 bis 1951 durch sein Noviziat und seine erste Profess in Ensdorf unterbrochen. Nach dem Abitur folgte bis 1959 ein philosophisch-theologisches Studium in Benediktbeuern, auf das er bis 1965 ein Spezialstudium Altes Testament in Würzburg aufbaut, welches er mit der Promotion zum Dr. theol. an der Julius-Maximilians-Universität Würzburg bei Joseph Ziegler abschloss. Nach Ende des Studiums in Benediktbeuern empfing er dort am 29. Juni 1959 die Priesterweihe.
Nach seiner Promotion kehrte Wahl nach Benediktbeuern zurück, wo er seine Lehrtätigkeit als Dozent im Alten Testament aufnahm. Seit seiner Habilitation 1975 an der Theologischen Fakultät St. Georgen unter Norbert Lohfink war er Professor an der PTH Benediktbeuern. Wahl war von 1969 bis 1977 Studienleiter an der PTH Benediktbeuern und von 1972 bis 1977 Stellvertretender Direktor der Ordensniederlassung im Kloster Benediktbeuern, zudem von 1977 bis 1982, von 1988 bis 1994 und von 1997 bis 2000 Rektor der PTH Benediktbeuern, sowie jeweils in den Zwischenzeiten Prorektor. Seit 2000 war er auf seinem Lehrstuhl für Altes Testament und Biblische Einleitungswissenschaft entpflichtet, übernahm jedoch Lehrstuhlvertretungen. Von 1971 bis 2007 hatte er zusätzlich zu seinem Lehrstuhl einen Lehrauftrag für Bibelwissenschaft an der KSFH Benediktbeuern. Bis 2014 ging er noch Lehrtätigkeiten nach, bis 2013 auch an der KSFH.
Wahl starb im Dezember 2020 im Kloster Benediktbeuern und wurde dort am 29. Dezember beigesetzt.

## Wirken
Neben seinen Aufgabenschwerpunkten alttestamentliche Textkritik, die theologischen Aussagen des Alten Testaments als die Botschaft des Alten Testaments für heute, die Psalmen, das Buch Jesaja, Salesianische Geschichte von Benediktbeuern, in denen er mit zahlreichen Forschungsarbeiten und Veröffentlichungen tätig war, erwarb er vor allem große Verdienste für die PTH Benediktbeuern: So erreichte er in seiner Zeit als Rektor der Hochschule 1981 die staatliche Anerkennung, 1990 das staatliche Promotionsrecht, 1992 das kirchliche Promotionsrecht und den Titel einer Theologischen Fakultät, 2000 das Habilitationsrecht. Für letzteres war eine Änderung des Bayerischen Hochschulgesetzes notwendig, das Wahl durch umfangreiche Vorarbeiten erwirkte. Es war ihm stets ein besonderes Anliegen, das Profil seiner Hochschule im Hinblick auf die Jugendpastoral und die Christliche Umweltethik zu schärfen. Doch setzte er sich auch für eine enge Kooperation mit der Katholischen Stiftungsfachhochschule München ein, deren Vorgängerinstitut in Benediktbeuern mit auf seine Initiative zurückging. So ist ein Resultat dieser Bemühungen die bundesweit einmalige Möglichkeit, in Benediktbeuern ein „Doppelstudium“ in Katholischer Theologie und Sozialer Arbeit zu absolvieren.
Er hat maßgeblich die Theologische Studienanstalt für den salesianischen Ordensnachwuchs zu einer Theologischen Fakultät entwickelt, die auch für Laien offensteht. Die Verdienste darum begannen bereits in den 1950er Jahren, als Wahl mit anderen Salesianer, darunter der Psychologe Ottmar Schoch, die Pädagogische Gruppe gründete, die sich um die Reform des Ausbildungskonzeptes bemühte.
Zu den Verdiensten Wahls zählt auch der Ausbau und die Konzeption der umfangreichen Bibliothek der Hochschule. Von 1966 bis 2000 war Wahl ihr Leiter. Sie war bis zu ihrer Zerschlagung 2013 mit rund 350.000 Bänden die größte bayerische Bibliothek in kirchlicher Trägerschaft. Ein großer Teil der Bibliothek wurde an die Philosophisch-Theologische Hochschule Benedikt XVI. am Stift Heiligenkreuz überführt.
Otto Wahl hat sich neben seinem Amt als Rektor der PTH Benediktbeuern auch noch in weiteren Ämtern verdient gemacht, so zum Beispiel als Mitglied des Kuratoriums Katholischen Stiftungsfachhochschule München-Benediktbeuern, oder als Mitglied des wissenschaftlichen Beirates des Katholischen Bibelwerkes Stuttgart sowie als Vorsitzender der Arbeitsgemeinschaft der Ordenshochschulen. Außerdem arbeitet Wahl am Septuaginta-Unternehmen der Akademie der Wissenschaften zu Göttingen mit.
Bischof Bertram Meier würdigte ihn mit den Worten: „Wie entschlossen er zur Förderung des Standorts Benediktbeuern als Hochschule der Salesianer Don Boscos maßgeblich beigetragen hat, so machte er sich ebenso einen Namen dadurch, dass er sich in den Schatz des Alten Testamentes tief einarbeitete und ihn gemeinsam mit den Studierenden ans Licht hob. Dass Theologie für ihn auch Praxis bedeutete, war selbstverständlich: Er wirkte mit wertvollen Beiträgen an der Predigtzeitschrift Praedica Verbum mit und engagierte sich, solange es seine Kräfte zuließen, stets in der Seelsorge.“

## Ehrungen und Auszeichnungen
- 1984 Ernennung zum Geistlichen Rat des Bistums Augsburg
- 1994 Verdienstorden der Bundesrepublik Deutschland (Verdienstkreuz am Bande)
- 2002 Ehrenmedaille der Päpstlichen Universität der Salesianer in Rom

## Schriften

### Autor
- Die Prophetenzitate der Sacra Parallela in ihrem Verhältnis zur Septuaginta: Textüberlieferung (= Studien zum Alten und Neuen Testament XLLL/1.2). Kösel, München 1965 (Dissertation).
- Der Sirach-Text der Sacra-Parallela (= Forschung zur Bibel 16, Würzburg 1974) (Habilitationsschrift).
- Zentrale Themen des Alten Testaments. Auer, Donauwörth 1981.
- Der Proverbien- und Kohelet-Text der Sacra Parallela (= Forschung zur Bibel 51, Würzburg 1985).
- Pastorale Liebe und Animation als gestaltende Kräfte salesianischer Wirksamkeit (= Schriftenreihe zur Pflege salesianischer Spiritualität 18. Folge). Salesianerdruckerei Ensdorf 1986.
  - Auszug italienisch: Quaderni di spiritualitá salesiana 5. Rom 1989, S. 21–40 und Parola di Dio e spirito salesiano, Torino – Leumann 1996, S. 261–273.
- Lieder der Befreiten. Psalmen heute beten. Don Bosco, München 1989.
- Das Prophetische bei Don Bosco (= Lebensgestaltung aus dem Geist des heiligen Don Bosco, 25. Folge). Salesianerdruckerei Ensdorf 1989.
  - Nachdruck italienisch: Parola di Dio e carisma salesiano. Associazione Biblica Salesiana Rom 1989, S. 41–77.
- Die Bücher Micha, Obadja und Haggai (= Geistliche Schriftlesung AT 12, Düsseldorf 1990).
- Der Deuteronomium-Text der Sacra Parallela (= Nachrichten der Akademie der Wissenschaften in Göttingen. I. Philologisch-historische Klasse, Jahrgang 1997, Nr. 3 = Mitteilungen des LXX-Unternehmens XXIII, Göttingen 1997).
- Die Sacra-Parallela-Zitate aus den Büchern Josua, Richter,1/2, Samuel, 3/4 Könige sowie 1/2 Chronik (= Abhandlungen der Akademie der Wissenschaften zu Göttingen, Philologisch-historische Klasse. Dritte Folge, Bd. 255 = Mitteilungen des LXX-Unternehmens XXIX, Göttingen 2004).
- mit Christoph Keller: „Ich sage dir: steh auf!“ Biblische Impulse zum Dialog- und Erneuerungsprozess der Kirche. LIT Münster Berlin 2012.
- Alle meine Quellen entspringen in dir. Ausgewählte Psalmen und ihre Botschaft für uns heute. LIT, Münster 2016.
- mit Sven van Meegen: Soziale Visionen (= Bibel konkret 15, Münster 2020).

### Herausgeberschaften
- Wahl gab mit Sven van Meegen und Josef Wehrle die Buchreihe Bibel konkret heraus.
- mit Ehrenfried Schulz: Unsere Hoffnung – Gottes Wort. Die atl. Lesungen.
  - Lesejahr C. Knecht, Frankfurt a. M. 1994.
  - Lesejahr A. Knecht, Frankfurt a. M. 1995.
  - Lesejahr B. Knecht, Frankfurt a. M. 1996.
  - Sonn- und Festtage. Besondere Fest- und Gedenktage. Knecht, Frankfurt a. M. 1997.
- Verzeichnus der Heilligtumber welche bey dißem Kloster Benediktbeyrn aufbehalten und verehrt werden. Index SS. Reliquiarum (= Benediktbeurer Hochschulschriften Bd. 18). Don Bosco München 2002.
- Konrad Reuß: Kriegsrundbriefe an die Soldatenmitbrüder des Hauses Benediktbeuern aus den Jahren 1941–1945 (Manuskript). Benediktbeuern 2003.
- Johannes Lechermann: Kurzes Lebensbild des H. H. Direktors Georg Ring SDB (1879–1932) (Manuskript). Benediktbeuern 2003.
- Karl Mindera: Benediktbeuerns Stellung in der bayrischen Kunst. Referat zur Akademie am Fest des hl. Thomas am 6. März 1938 (Manuskript). Benediktbeuern 2007.

### Festschriften zu seinen Ehren
- Lothar Bily, Karl Bopp, Norbert Wolff (Hrsg.): Ein Gott für die Menschen. Festschrift für Otto Wahl SDB zum 70. Geburtstag (= Benediktbeurer Studien 9, München 2002).
- Markus Graulich, Sven van Meegen (Hrsg.): Gottes Wort in Leben und Sendung der Kirche. Festgabe zu Ehren von Prof. P. Dr. Otto Wahl SDB (= Bibel konkret 3). Berlin, Münster 2007.
- Sven van Meegen, Josef Wehrle (Hrsg.): Macht und Ohnmacht in der Bibel, Prof. P. Dr. Otto Wahl SDB zu Ehren. Berlin, Münster 2012.